# Anthony Yao Shun
Anthony Yao Shun (chiń. 姚順; ur. 16 stycznia 1975 w Jiningu) – chiński duchowny katolicki, biskup Jining od 2019. Uważany jest za eksperta w dziedzinie liturgiki.

## Życiorys
Święcenia kapłańskie otrzymał 19 maja 1991 w Jiningu. Odbył studia liturgiczne na St. John's University w Collegeville, w Stanach Zjednoczonych oraz studia biblijne w Jerozolimie. Po powrocie do kraju wykładał w Narodowym Seminarium Duchownym w Pekinie i był ojcem duchowym. W latach 1998–2004 sekretarz komisji liturgicznej zależnej od Patriotycznego Stowarzyszenia Katolików Chińskich Rady Biskupów Chińskich. Od 2004 jest wicedyrektorem tej komisji.
Według niepotwierdzonych oficjalnie spekulacji w 2010 papież Benedykt XVI mianował go następcą biskupa Jiningu Johna Liu Shigonga. Ks. Yao Shun powrócił wówczas do Jiningu i jako wikariusz generalny miał wówczas przejąć faktyczne rządy w diecezji od 84-letniego hierarchy, jednak bp Liu Shigong de iure pozostał biskupem Jiningu do śmierci. Z powodu trudności z przeprowadzeniem uznanych przez państwo wyborów, nie został biskupem za życia swojego poprzednika.
9 kwietnia 2019 oficjalnie został wybrany biskupem ordynariuszem Jiningu. Sakrę biskupią przyjął z mandatem papieskim i za zgodą rządu w Pekinie 26 sierpnia 2019 z rąk arcybiskupa Suiyuan Paula Meng Qinglu.